# Würzburg radar
Würzburg radar var en nazitysk jordbaseret radar, der blev brugt mod fly under 2. verdenskrig. Würtzburgsystemet benyttede en frekvens på 560 MHz og en PRF (Pulse repetition frequency) på 1875 Hz. Den første version blev indført i 1941. Den nyeste version blev benævnt Würzburg Riese og havde en rækkevidde på op til 70 km. Effekten var ca 8 kW. Typisk arbejdede radarerne sammen to og to, så den ene fulgte et målet, mens den anden ledte et (nat-)jagerfly frem mod målet. Radarens karakteristiske sekskantede fundament findes endnu mange steder i Danmark, blandt andet ved Blåvands Huk nær Blåvand Fyr.

## Versioner
Der fandtes i alt 6 versioner af Würtzburg-systemet:
- Würtzburg A
  - Manuelt styret ved hjælp af et oscilloskop. 5.000 bygget.
- Würtzburg B
  - Udstyret med infrarød søger, blev ikke masseproduceret.
- Würtzburg C
  - Benytter to forskellige radarstråler (lobe switching) for øget nøjagtighed.
- Würtzburg D
  - Benytter strålerotation (konisk rotation) hvilket øgede nøjagtigheden yderligere.
- Würzburg-Riese
  - Udstyret med en større antenne og kraftigere transmitter. 1.500 produceret.
- Würzburg-Riese Gigant
  - Udstyret med en 160 kW transmitter. Aldrig produceret.

## I Danmark
Da dansk militær skulle på benene igen efter anden verdenskrig, indkøbtes et antal radarer fra Marconi i England. For at finde de bedst egnede positioner til radarstationerne, flikkede man en mobil radar sammen af transceiveren fra en maritim Marconi-radar og antennen fra en Würzburg Riese radar. Radaren benytter en parabolantenne med en smal udstrålingsvinkel både horisontalt og vertikalt. For at opnå en bred vertikal udstråling, skar man den øverste og nederste sektion af antennen, så det ønskede udstrålingsdiagram opnåedes. Denne mobile radarenhed kaldtes ASTA. 